# Lassi Lappalainen
Lassi Lappalainen (* 24. August 1998 in Espoo) ist ein finnischer Fußballspieler, der aktuell als Leihspieler vom italienischen Erstligisten FC Bologna bei der kanadischen MLS-Franchise CF Montreal unter Vertrag steht. Der Flügelspieler ist seit Januar 2019 finnischer Nationalspieler.

## Karriere

### Verein
Lappalainen begann mit dem Fußballspielen beim Spitzenverein HJK Helsinki. 2015 kam er erstmals für Klubi 04, die Reservemannschaft HJKs, in der drittklassigen Kakkonen zum Einsatz. Bereits in seinem fünften Saisoneinsatz gegen Sudet Kouvola erzielte er sein erstes Ligator. In der weiteren Saison traf er acht weitere Male, sodass er in der folgenden Spielzeit die überwiegende Spielzeit bei den Profis verbrachte. Sein Debüt in der Veikkausliiga bestritt er am 2. April 2016 gegen IFK Mariehamn, als er in der 90. Spielminute für Nnamdi Oduamadi ins Spiel gebracht wurde. In der Saison 2016 kam er für HJK zu 14 Ligaeinsätzen, in denen er ohne Torerfolg blieb.
Nachdem er in der folgenden Saison 2017 nach 17 Spieltagen nur einen Kurzeinsatz für die erste Mannschaft bestritten hatte, wurde er am 21. Juli 2017 für die restliche Saison zum Ligakonkurrenten Rovaniemi PS ausgeliehen. Bereits zwei Tage nach seiner Ankunft erzielte er bei der 1:2-Heimniederlage gegen Seinäjoen JK sein erstes Tor für RoPS. Am 30. September 2017 traf er gegen JJK Jyväskylä doppelt und knapp zwei Wochen später beim 3:0-Heimsieg gegen Vaasa PS einmal.
Zur Saison 2018 wurde er erneut an RoPS verliehen. Bereits am ersten Spieltag erzielte er bei Vaasa PS das Tor des Tages. Nach sechs Ligaspielen hatte er bereits vier Tore und eine Vorlage auf seinem Konto. Am Ende der Spielzeit war er mit acht Treffern und sechs Assists achtbester Scorer der Liga und der beste seines Teams. Mit seinem Team erreichte er den 2. Tabellenrang hinter seinem Leihverein HJK Helsinki.
Nachdem er bis Anfang Juli 2019 alle 14 Ligaspiele der Saison 2019 für HJK absolviert hatte und in diesen drei Tore erzielen konnte, verpflichtete der italienische Erstligist FC Bologna den Flügelspieler am 17. Juli. Am 25. Juli wechselte er auf Leihbasis zur kanadischen MLS-Franchise Montreal Impact. Bereits in seinem Debüt drei Tage später erzielte er beim 4:0-Heimsieg gegen Philadelphia Union einen Doppelpack. In der Saison 2019 erzielte er in elf Ligaspielen fünf Tore. In der darauffolgenden Spielzeit 2020, die aufgrund der COVID-19-Pandemie bereits mit einem verkürzten Spielplan ausgetragen wurde, verpasste er die Schlussphase verletzungsbedingt. Deshalb kam er zu 14 Ligaeinsätzen, in denen ihm vier Torerfolge gelangen. Dennoch wurde sein Leihvertrag im November 2020 für die Saison 2021, vor der sich das Franchise in CF Montreal umbenannte, verlängert.

### Nationalmannschaft
Lappalainen durchlief ab sämtliche finnische Juniorenmannschaften, beginnend mit der U-16. Sein Debüt in der finnischen A-Nationalmannschaft bestritt er am 9. Januar 2019 in einem Freundschaftsspiel gegen Schweden.
Für die Europameisterschaft 2021 wurde er in den finnländischen Kader berufen.